# Vilancòs
Vilancòs, de vegades anomenat les Cases de Vilancòs, és un poble ribagorçà del terme municipal de Sarroca de Bellera, al Pallars Jussà. Pertanyia, però, fins al 1972, al terme municipal de Benés, de l'Alta Ribagorça.
Es troba 1,9 quilòmetres a llevant del seu antic cap de municipi, Benés, però en una vall diferent: la de la Valiri, afluent per l'esquerra del riu de Manyanet. Per poder-hi accedir, des de Sarroca de Bellera cal seguir cap al nord-oest la carretera L-521, i, al cap d'1 quilòmetre, quan està a punt d'entroncar amb la N-260, surt cap al nord una pista rural asfaltada que mena a Xerallo, Castellgermà, les Esglésies i la Mola d'Amunt, on arriba en uns 900 metres. Des d'aquest lloc surt cap al nord-est la pista que segueix la vall de la Valiri aigües amunt, i s'enfila a Avellanos en poc més de 5 quilòmetres. Des de 500 metres abans d'arribar a Avellanos encara cal seguir una altra pista cap al nord-oest, que en 1 quilòmetre mena a Vilancòs.
El poble de Vilancòs té l'església dedicada a santa Bàrbara, i és d'origen romànic.

## Història
En el Fogatge del 1553 hi consten 2 focs (uns 10 habitants).
Fins al 1831, any d'extinció dels senyorius, Vilancòs pertangué als barons, després comtes, d'Erill.
Vilancòs, juntament amb Avellanos i Castellnou d'Avellanos creà un ajuntament propi, comú als tres pobles, a ran del desplegament de la Constitució de Cadis, el 1812. Aquest ajuntament deixà d'existir el febrer del 1847 a causa de la promulgació, dos anys abans, d'una nova llei municipal que fixava en un mínim de 30 veïns (caps de casa contribuents i electors) el mínim per mantenir ajuntament propi. En aquell moment aquest municipi fou agregat a Benés. Finalment, el 1972 tot aquest antic municipi fou agregat a Sarroca de Bellera.
Pascual Madoz, en el seu Diccionario geográfico... del 1845 parla una mica de Vilancòs (Casas de Vilancós), perquè l'article el dedica principalment a Avellanos. De Vilancòs diu que tenia en aquell moment 3 cases, totes de dues plantes, però de mala construcció i brutes. Diu que el poble és al cim d'un turó que domina tota la vall.
A la dècada dels 90 del segle xx Vilancòs arribà al seu total despoblement. El 2005 hi tornaven a constar 3 habitants.

## Festes i tradicions
La patrona de Vilancòs és santa Bàrbara, una santa especialment invocada en els moments de grans tempestes: d'aquí la dita popular de recordar-se de santa Bàrbara quan trona, referida al fet que molta gent només es recorda de segons què i segons qui quan en té necessitat. Santa Bàrbara, era, doncs, una santa molt invocada popularment en segons quines èpoques de l'any.
A Vilancòs es cantaven, quan hi havia prou habitants per fer-ho, uns Goigs de Santa Bàrbara, un fragment dels quals deia així:
| «                                 | Ja que al Cel sou coronada per mans de vostre aimador al poble de Vilancòs deu-li sempre vostre favor. Puix que sou Verge Sagrada de qui el món ha creat: Guardeu-nos de tempestats, trons i llamps i pedregades. | » |
| — Popular, Goigs de Santa Bàrbara | |   |

D'altra banda, Vilancòs és dels pobles que surten esmentats a les conegudes cobles d'en Payrot, fetes per un captaire fill de la Rua a mitjan segle xix. Deia, en el tros de Vilancòs:
| «                | Puja cap a Santa Coloma i no en troba sinó dos, Castellvill i Castellnou Bellanos i Vilancòs. I passa a Oveix i Guiró la digo, digo, digo, i passa a Oveix i Guiró i es menja la carn de moltó. | » |
| — Payrot, Cobles | |   |